# 児玉飛行場

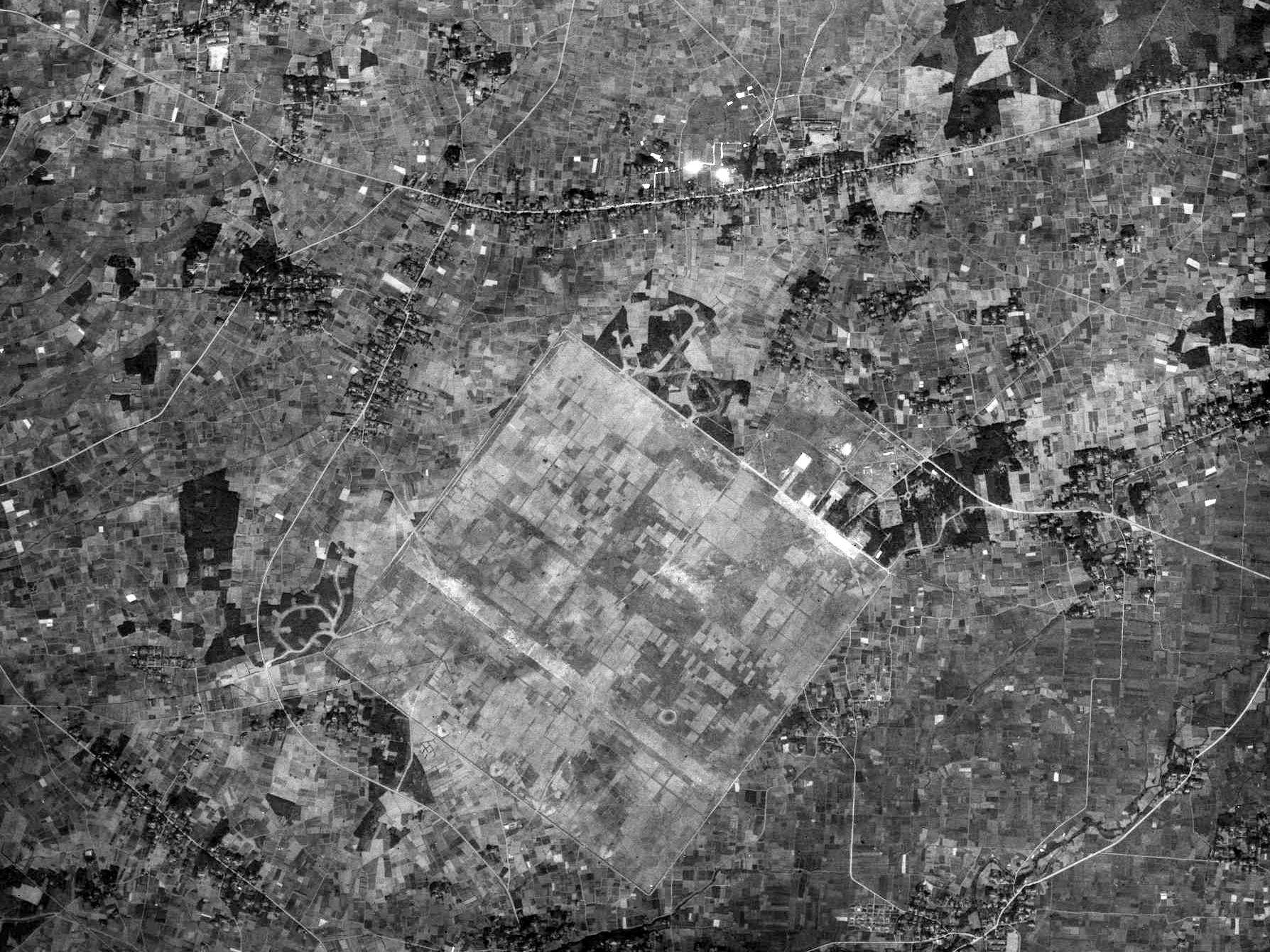
児玉飛行場跡の空中写真（1946年）
十字形の滑走路がわずかに確認できる。

児玉飛行場（こだまひこうじょう）は、かつて埼玉県児玉郡児玉町（現本庄市）・上里町にあった陸軍の飛行場。日本のいちばん長い日に登場する。

## 概要
太平洋戦争中の1943年（昭和18年）10月に完成。1944年（昭和19年）10月に児玉基地と改称し、各分科飛行部隊および特別攻撃隊の基地となった。帝都防衛と硫黄島への攻撃を担った。現在大部分が児玉工業団地となっており、一角には飛行場の記念碑と第四教育飛行隊鎮魂碑が建っている。また、当時の兵舎をそのまま流用した立野南公民館にも児玉開拓農業協同組合による石碑が建つ。2016年までは排水路の遺構も残っていたが、撤去された。